# Alexander Wladimirowitsch Wlassow
Alexander Wladimirowitsch Wlassow (russisch Александр Владимирович Власов; * 20. Januar 1932 in Mysowsk, Babuschkin, Burjatische Autonome Sozialistische Sowjetrepublik, Russische Sozialistische Föderative Sowjetrepublik; † 9. Juni 2002 in Moskau) war ein sowjetischer Politiker der Kommunistischen Partei der Sowjetunion (KPdSU) und Generaloberst, der unter anderem von 1986 bis 1988 Innenminister der Sowjetunion sowie zwischen 1988 und 1990 Vorsitzender des Ministerrates der Russischen Sozialistischen Föderativen Sowjetrepublik (RSFSR) war. Darüber hinaus war er von 1988 bis 1990 Kandidat des Politbüros des ZK der KPdSU.

## Leben
Alexander Wladimirowitsch Wlassow absolvierte zwischen 1949 und 1954 ein Studium am Irkutsker Bergbau- und Metallurgieinstitut  und war danach 1954 kurzzeitig Vorarbeiter im Bergwerk Nr. 5 in Tscheremchowo. Im Anschluss wurde er hauptamtlicher Funktionär des Kommunistischen Jugendverbandes Komsomol und fungierte zunächst zwischen 1954 und 1955 als Sekretär des Komsomol-Komitees des Bergwerks Nr. 5, Leiter der Propaganda- und Agitationsabteilung sowie als Zweiter Sekretär des Komsomol-Stadtkomitees von Tscheremchowo. Daraufhin war er zwischen 1955 und 1960 zunächst Zweiter Sekretär sowie zuletzt von 1960 bis 1961 Erster Sekretär des Komsomol-Komitees in der Oblast Irkutsk. Während dieser Zeit wurde er 1956 Mitglied der Kommunistischen Partei der Sowjetunion (KPdSU). Nachdem er zwischen 1961 und Januar 1963 Erster Sekretär des Parteikomitees des Rajons Sima war, war er vom 18. Januar 1963 bis zum 22. Dezember 1964 Zweiter Sekretär des Parteikomitees der Industrieregion Irkutsk sowie daraufhin zwischen Dezember 1964 und Dezember 1965 Erster Stellvertretender Vorsitzender des Exekutivkomitees des Rates der Oblast Irkutsk. Im Anschluss fungierte er von Dezember 1965 bis 1972 als Zweiter Sekretär des Parteikomitees der Jakutischen Autonomen Sozialistischen Sowjetrepublik (Jakutische ASSR) sowie zwischen 1972 und 1975 als Inspektor des Zentralkomitees (ZK) der KPdSU.
Als Nachfolger von Semjon Semjonowitsch Aprjatkin übernahm Wlassow im Juli 1975 den Posten als Erster Sekretär des Parteikomitees der Tschetscheno-Inguschischen Autonomen Sozialistischen Sowjetrepublik (Tschetscheno-Inguschische ASSR) und verblieb in dieser Funktion bis zum 31. Juli 1984, woraufhin Wladimir Konstantinowitsch Fotejew seine Nachfolge antrat. Während dieser Zeit wurde er auf einem Plenum am 5. Juni 1976 zunächst Kandidat des ZK der KPdSU sowie auf dem XXVI. Parteitag (23. Februar–3. März 1981) zum Mitglied des ZK der KPdSU gewählt. Er gehörte diesem Gremium nach seiner Wiederwahl auf dem XXVII. Parteitag (25. Februar–6. März 1986) sowie auf dem XXVIII. Parteitag der KPdSU (2.–13. Juli 1990) zehn Jahre lang bis zum 29. August 1991 an. Am 25. Juli 1984 löste er Iwan Afanasjewitsch Bondarenko als Erster Sekretär des Parteikomitees der Oblast Rostow ab und bekleidete diese Funktion bis zu seiner Ablösung durch Boris Michailowitsch Wolodin am 24. Januar 1986.
Alexander Wlassow wiederum wurde am 24. Januar 1986 Nachfolger von Witali Wassiljewitsch Fedortschuk als Innenminister der Sowjetunion. Dieses Amt bekleidete er bis zum 10. August 1988 und wurde daraufhin von Wadim Wiktorowitsch Bakatin abgelöst. 1987 wurde ihm der Rang eines Generaloberst verliehen. Am 3. Oktober 1988 wurde er ferner Kandidat des Politbüros des ZK der KPdSU und behielt diese Funktion bis zum 15. Juni 1990. Als Nachfolger von Witali Iwanowitsch Worotnikow übernahm Wlassow am 3. Oktober 1988 das Amt als Vorsitzender des Ministerrates der Russischen Sozialistischen Föderativen Sowjetrepublik und bekleidete dieses Amt bis zum 15. Juni 1990, woraufhin Iwan Stepanowitsch Silajew seine Nachfolge antrat. Er war zugleich zwischen dem 9. Dezember 1989 und dem 19. Juni 1990 Mitglied des russischen Büros des ZK der KPdSU sowie im Anschluss von Juli 1990 bis zum 29. August 1991 Leiter der Sozial- und Wirtschaftsabteilung des ZK der KPdSU, ehe er im September 1991 in den Ruhestand trat.
Wlassow wurde für seine Verdienste in der Sowjetunion mehrmals ausgezeichnet und erhielt unter anderem den Leninorden, den Orden der Oktoberrevolution sowie zwei Mal das Ehrenzeichen der Sowjetunion. Nach seinem Tode wurde er auf dem Friedhof Trojekurowo in Moskau beigesetzt.